# 利沃夫大學

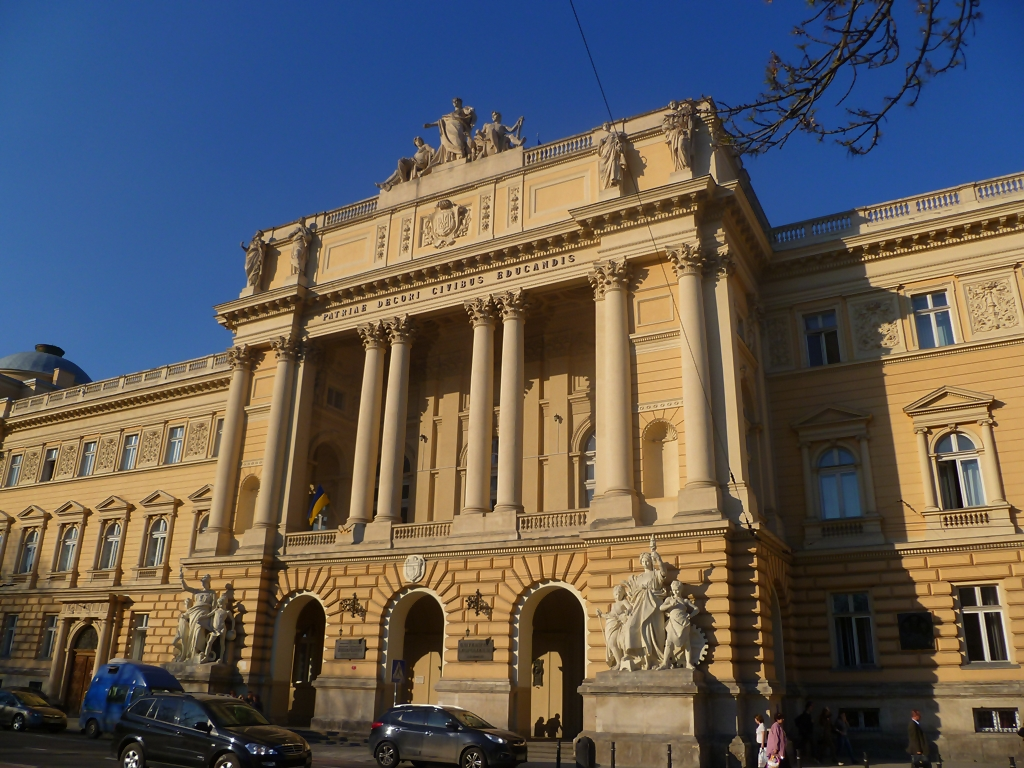
大學主樓建築

利維夫伊萬·弗蘭科國立大學 （烏克蘭語：Львівський національний університет імені Івана Франка）是目前烏克蘭境內現存最古老的大學，位於西部城市利維夫。以烏克蘭著名詩人伊万·弗兰科命名。

## 知名校友
- 格奥尔基·贡加泽，格魯吉亞裔烏克蘭記者
- 拉斐爾·萊姆金，猶太裔波蘭律師，以對抗種族滅絕著稱
- 扬·武卡谢维奇，波蘭哲學家和數學家
- 布鲁诺·舒尔茨，知名波蘭作家、文學評論家
- 罗曼·英伽登，波兰著名哲学家，埃德蒙德·胡塞爾的高徒之一
- 伊霍尔·柯斯登柯，乌克兰亲欧盟示威运动知名人物，2014年的年度维基人，2014年的年度乌克兰英雄获得者
- 德米特羅·切爾尼亞夫斯基，烏克蘭公衆人物，在參與頓内茨克的親烏集會時被親俄人士刺死